# JP·托賓
JP·托賓（Jon-Paul "JP" Tobin，1977年3月22日—），是一名出生於紐西蘭華卡塔尼的帆船運動員。他曾參加2012年夏季奧林匹克運動會，結果在男子風浪板項目上獲得第七名。

## 參賽紀錄
| 年份 | 賽事           | 主辦城市 | 名次  | 項目   |
| ---- | -------------- | -------- | ----- | ------ |
| 2012 | 奧林匹克運動會 | 倫敦     | 第7名 | 風浪板 |

## 外部連結
- 官方网站